# Новое Донское кладбище
Но́вое Донско́е кла́дбище (кладбище Донского крематория) — некрополь с захоронениями преимущественно XX века, расположенный на юго-западе исторической Москвы, в Донском районе Южного административного округа (ул. Орджоникидзе, 4). Примыкает с юга к Донскому монастырю.
Не следует путать со старым Донским кладбищем XVIII—XIX веков, расположенным на территории самого монастыря. У кладбищ отдельные входы и различное время работы.

## До революции
Кладбище было образовано в начале XX века в связи с переполнением монастырского некрополя. Одними из первых были здесь похоронены:
- председатель первой русской Думы Сергей Андреевич Муромцев (1850—1910)[1];
- художник Валентин Александрович Серов (1865—1911);
- Мария Александровна Гартунг (1832—1919, дочь А. С. Пушкина, прототип Анны Карениной).

До Октябрьской революции 1917 года здесь хоронили профессоров, чиновников, штаб-офицеров, среди которых немало участников Первой мировой войны. В 1904—1914 гг. по проекту З. И. Иванова (автором проекта был И. С. Кузнецов; источником мнимого авторства З. И. Иванова было ошибочное газетное сообщение 1910-х годов, принятое в 1980-х годах П. Г. Паламарчуком за истину) велось строительство православной церкви преподобного Серафима Саровского и святой благоверной княгини Анны Кашинской.
На волне уничтожения кладбищ и перезахоронений сталинского времени с Донского кладбища на Новодевичье был перенесён прах художника Серова и композитора С. И. Танеева. Вскоре за ними последовала и урна с прахом поэта В. Маяковского.

## Крематорий
В 1927 году в недостроенной (но освящённой в 1914 году) кладбищенской церкви был оборудован первый в Москве (и, фактически, первый массовый в стране) крематорий, а на территории кладбища — колумбарий.
В разгар гражданской войны, в 1919 году, советское правительство объявило конкурс на проект крематория. Победителем был признан проект, представленный конструктивистом Дмитрием Осиповым. Прах зодчего покоится в помещении бывшего крематория — ныне храм святых Серафима Саровского и Анны Кашинской.
В 1958 году для закрытого колумбария скульптором Эрнстом Неизвестным был выполнен барельеф «Вечный круговорот».
До 1973 года именно в этом крематории предавали огню тела людей, имевших особо выдающиеся заслуги перед Советским государством — партийные и советские деятели, деятели международного коммунистического движения, военные, учёные, космонавты, деятели культуры, урны с прахом которых вмурованы в Кремлёвскую стену. На территории кладбища находится братская могила, где захоронен прах свыше 15 000 раненых бойцов Великой Отечественной войны, которые умерли в столичных госпиталях. В 1960 г. рядом сооружён мемориал с вечным огнём.

## Репрессированные
В годы репрессий грузовики привозили на кладбище тела расстрелянных, в том числе из Лефортова и с Лубянки.
На кладбище расположены три братские могилы жертв репрессий 1930-х — 1950-х.
Согласно «Мартирологу жертв политических репрессий», составленному Общественной группой по увековечению памяти жертв политических репрессий под руководством М. Б. Миндлина, в т. н. Общей могиле № 1 невостребованных прахов на территории нового Донского кладбища погребён прах В. К. Блюхера, А. И. Егорова, М. Н. Тухачевского, И. П. Уборевича, И. Э. Якира, А. В. Косарева, С. В. Косиора, А. М. Краснощёкова, П. П. Постышева, М. Н. Рютина, П. А. Александрова, А. И. Угарова, Н. А. Угланова, В. Я. Чубаря, В. Э. Мейерхольда, С. А. Клычкова, И. Э. Бабеля и многих других (всего 4259 человек).
По неподтверждённой информации, в могиле невостребованных прахов № 3 похоронено много казнённых деятелей белого движения: Г. М. Семенов, П. Н. Краснов, А. Г. Шкуро, К. В. Родзаевский и др.
В годы перестройки на перекрёстке двух дорожек кладбища была установлена стела в память о жертвах репрессий. Вокруг можно видеть десятки табличек с их именами. По словам писателя Ю. Рябинина, такую табличку здесь может установить каждый, у кого был репрессирован кто-то из близких.
На сайте «Мемориала» опубликован список репрессированных, расстрелянных и, вероятнее всего, похороненных на Донском кладбище.

## Современность
Кремации продолжались до начала 1980-х, после чего использовался зал для прощания с совершением так называемого обряда «фальшкремации», а сама кремация производилась в Николо-Архангельском крематории. Урны с прахом выдавались через день после кремации. В 1990-е годы крематорий был закрыт и в его здании восстановлена церковь.
По состоянию на 2010 год на Донском кладбище производятся только родственные захоронения, захоронение урн в открытый колумбарий, закрытый колумбарий и захоронения урн в землю.
Достопримечательностью кладбища являются многие скульптурные памятники и надгробия, выполненные Паоло Трубецким, Иваном Шадром, Сергеем Меркуровым, Георгием Мотовиловым, Евгением Вучетичем, Юрием Ореховым.
С Нового кладбища непосредственно попасть на старое невозможно — они расположены по разные стороны монастырской стены.
Разработан проект масштабной реконструкции кладбища.

## Галерея
- Могила Сергея Муромцева. Скульптор Паоло Трубецкой
- Могила Марии Гартунг
- Могила генерального конструктора Лозино-Лозинского
- Могила Вадима Синявского
- Могила Фаины Раневской
- Могила поэта Бориса Брянского
- Могила футболиста Геннадия Логофета
- Могила певицы Изабеллы Юрьевой. Скульптор Юрий Орехов
- Могила кинорежиссёра Романа Григорьева
- Памятник на могиле Тамары Кац. Скульптор Эрнст Неизвестный
- Памятник на могиле художника Аввакумова. Скульптор Евгений Вучетич
- Могила Павла Судоплатова